# Resistance: Fall of Man
Resistance: Fall of Man é um jogo eletrônico de PlayStation 3 no estilo tiro em primeira pessoa, baseado em ficção científica.
Foi desenvolvido pela empresa americana Insomniac Games, criadores das séries populares Spyro e Ratchet & Clank. O jogo se passa numa realidade alternativa nos anos 50 do século XX.
Atualmente é o jogo da série Resistance mais vendido já lançado para PS3, com quase o dobro de vendas em relação ao segundo colocado, Resistance 2. Foi o primeiro jogo de PS3 a alcançar a marca de um milhão de vendas e ocupa a 31ª posição no ranking global de vendas de jogos para PS3.

## Lançamento
Exclusivo para o PlayStation 3, foi lançado em 11 de Novembro de 2006 no Japão, 14 de Novembro de 2006 nos Estados Unidos e 23 de Março de 2007 na Europa. Foi lançado primeiro no Japão para acompanhar o lançamento mundial do console, uma semana antes do lançamento do PS3 nos EUA.
Ao contrário do que muitas pessoas pensam, esse jogo não foi lançado nos EUA em 17 de Novembro de 2006; várias pessoas nos Estados Unidos compraram o jogo já no dia 14 de Novembro, apesar da informação oficial do site americano do PlayStation.

## Trama
Após o fim da Primeira Guerra Mundial, uma mega união entre países se iniciou na Europa, com o objetivo de manter a paz no mundo e evitar uma futura guerra, com isso, a Crise de 1929 nunca aconteceu, o crescimento do nazismo na Alemanha foi contido, e a Segunda Guerra Mundial nunca aconteceu. O mundo se via numa verdadeira utopia, até que os Quimerianos cairam na região da Sibéria e consequentemente se espalhou por toda Europa.
O jogo conta a história de um sargento, de nome Nathan Hale, enviado ao Reino Unido para combater uma raça alienígena chamada Quimerianos, os quais são mais desenvolvidos física e tecnologicamente em comparação aos humanos. No jogo, o seu objetivo concentra-se em tentar extinguir a raça Quimeriana, o que não é tão fácil.

## Modo online
O jogo também possuía um modo multiplayer online, no qual o jogador podia aumentar sua patente desde um simples soldado até um comandante supremo. Podia-se jogar com milhares de pessoas do mundo inteiro e conversar em tempo real com os outros jogadores utilizando o microfone bluetooth.
No dia 8 de abril de 2014 a Sony Computer Entertainment desativou os servidores para jogos online de toda a série Resistance do PS3. Todas as características multijogador online cessaram permanentemente, inclusive o sistema de troféus correspondentes ao modo online. A Sony do Brasil publicou uma nota na página do jogo Resistance 3 no site brasileiro do PlayStation:
"Características multiplayer on-line em Resistence: Fall of Man, Resistance 2 e Resistance 3 no PlayStation 3 não estarão mais disponíveis. Desculpe-nos pelo inconveniente."
Informações recentes e oficiais da própria desenvolvedora Insomniac Games sobre o fechamento dos serviços Online dizem:
"Nós não fechamos, a Sony fechou. Eles possuem o IP e possuíam e operavam esses servidores. Não foi a nossa vontade. Até onde sabemos, eles não têm planos de voltar a ligar, desculpe." Essa resposta foi retirada do Email de Suporte.